# 八社会

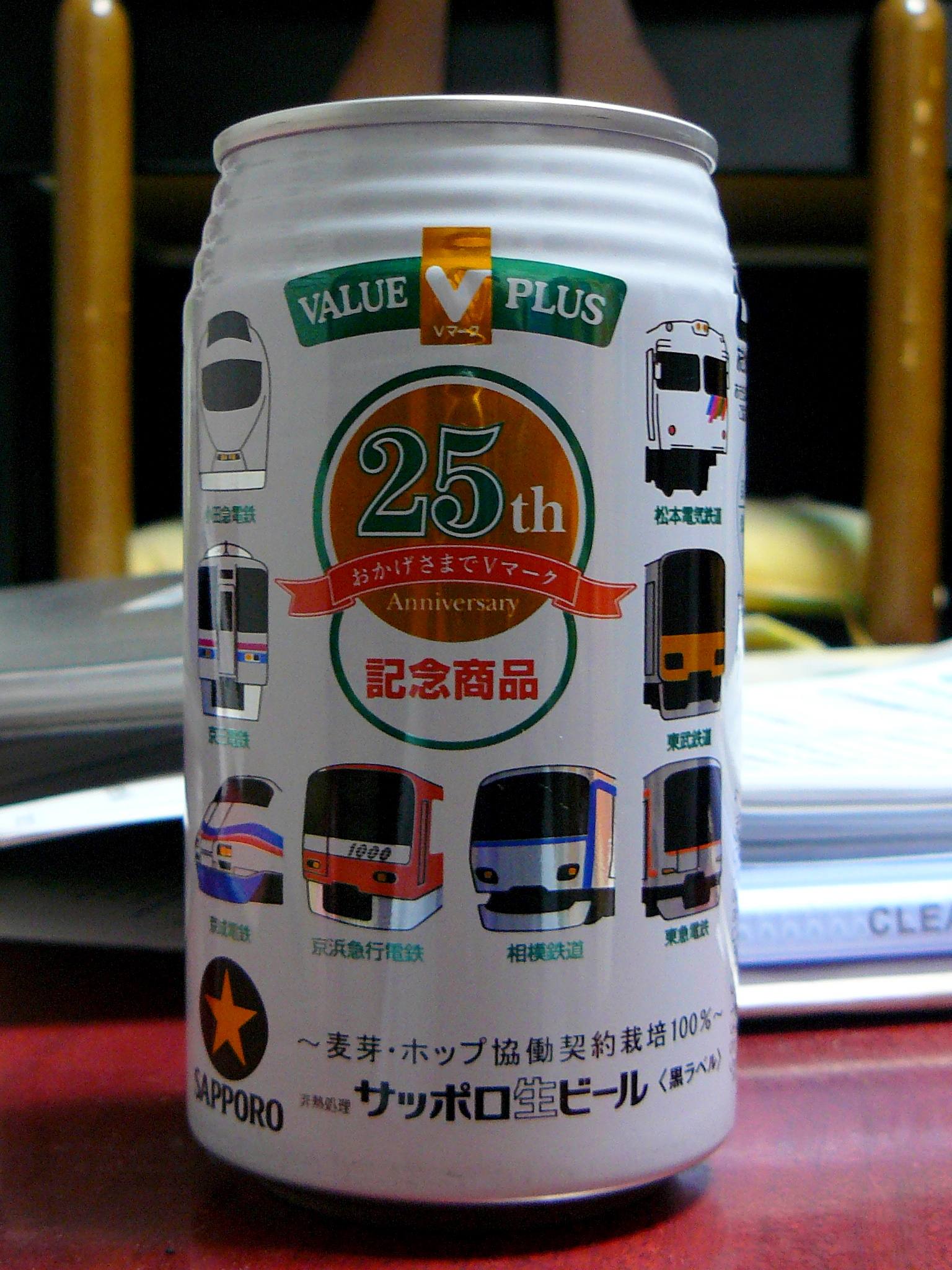
「Vマーク」商品の25周年を記念して製造されたサッポロ生ビール <黒ラベル> 。小田急電鉄、京王電鉄、京成電鉄、京浜急行電鉄、相模鉄道、東京急行電鉄、東武鉄道、松本電気鉄道各社の鉄道車両が描かれている。

株式会社八社会（はっしゃかい）とは、日本の私鉄系スーパーマーケット8社が共同で設立した、共同企画商品の企画・開発を手がける企業である。
「Vマークバリュープラス」商品をプライベートブランドとして展開している。類似する名称のプライベートブランド「V select」「V Quality」「V organic」を展開するバローは、八社会との関連はない。

## 商品供給先
関東地方を中心とした、過去に系列だった企業を含む私鉄・交通系企業系列のスーパーが中心である。近年は離脱する企業が相次ぎ、8社に満たない。
- 京王ストア - 京王グループ
- 京急ストア - 京急グループ
- 京成ストア（リブレ京成） - 京成グループ
- 相鉄ローゼン（そうてつローゼン） - 相鉄グループ
- 東急ストア - 東急グループ
- 東武ストア - 東武グループ

上記6社に、小田急商事（Odakyu OX）とアルピコグループのアップルランド（旧：松電商事（松電ストア）、現：デリシア）を加えた8社が発足当初の加盟社であり、これが「八社会」の社名の由来である。
- よこまち（よこまちストア） - 加盟社のうち、2023年現在唯一の関東以外の加盟社であり、かつ私鉄・交通系企業との資本関係を持たない。

## かつて加盟していた企業
- 長崎屋 - 中途参加。長崎屋が弱点としていた食品を中心としたプライベートブランドとしてVマーク商品を八社会から供給し、長崎屋の販売力を活かした規模の利益を追求するなど協力関係にあったが、2000年2月の会社更生法申請を機にPB商品開発・商品供給に関わる業務委託契約を解約。
- ハイマート - 茨城交通グループの「茨交デーリーストア」と合併したことにより、それを承継して加盟。その後、たいらや（現・エコスグループ）との合併を機に業務委託契約を解約。
- 神奈中ストア（神奈中商事） - 2007年9月30日全店舗閉鎖をもって業務委託契約を解約。
- 遠鉄ストア - 遠州鉄道グループ。2008年2月末をもって業務委託契約を解約、シジシージャパンへ移行。
- パレマルシェ（旧・名鉄パレ） - 名鉄グループ。名鉄の子会社から投資ファンド傘下となったのち、その後さらにオークワ傘下へ移った。2008年8月末をもって業務委託契約を解約、その後オークワ同様にニチリウグループ加盟となった後に2012年にオークワへ合併。
- パワーズフジミ - 新潟交通グループの「新交ストアー」事業譲受により加盟していたが、経営主体の移行などを理由に2009年2月末をもって業務委託契約を解約、その後2013年に事業廃止。
- 札幌東急ストア - 東急グループ。2009年10月30日をもって業務委託契約を解約。11月1日以降はアークスグループの「東光ストア」となり、シジシージャパン加盟となった。
- 旭友ストアー - 旭川電気軌道グループ。経営不振のため、2010年5月までに全店舗を閉店し、一部はコープさっぽろに引き継がれた。
- エイチジーシー - 北海道内の食品スーパーが加盟する共同仕入れ会社。経営難のため2012年9月1日に全日本食品に吸収合併され、これに伴い八社会との契約も解約[1]。
- ユニオネックス（もとまちユニオン、ヨコサン、スパーク） - 京急グループの子会社。2013年4月をもって京急ストアに吸収合併された。「もとまちユニオン」の店舗名は存続。
- デリシア（アップルランド・デリシア・マツヤなど） - 松電商事（松本電気鉄道、現・アルピコグループ）として八社会を設立した。2016年にマツヤとの合併と同時に脱退しオール日本スーパーマーケット協会へ入会している。
- 広電ストア（マダムジョイ） - 広島電鉄グループ。2018年、マックスバリュ西日本に事業譲渡し、会社解散。
- 小田急商事（Odakyu OX） - 小田急グループ。2021年、セブン&アイ・ホールディングスのプライベートブランド「セブンプレミアム」の導入に伴って脱退[2]。

### 他のコーペレーティブ・チェーン
- シジシージャパン - CGC
- 日本流通産業 - くらしモア
- オール日本スーパーマーケット協会 - くらし良好